# Mausoléu Ishrat Khana

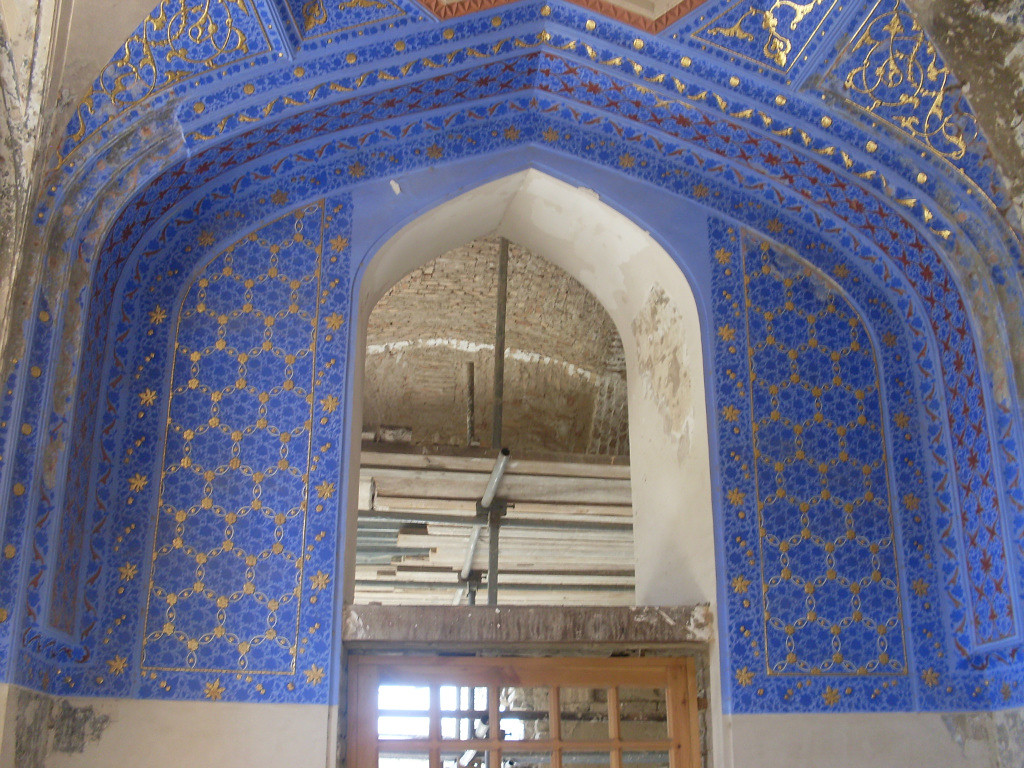
Interior do mausoléu

O Mausoléu Ishrat Khana (em usbeque: Ishratxona; "casa da alegria" ou "casa do prazer"), também chamado ou grafado Ishratkhana ou Ishrat Khaneh, é um mausoléu de família da dinastia timúrida em Samarcanda, Usbequistão, construído na década de 1460, durante o reinado do sultão timúrida Abuçaíde Mirza (r. 1451–1469). Juntamente com o Mausoléu Ak-Saray, dez anos mais novo, é um dos últimos monumentos da era timúrida em Samarcanda. Situa-se na parte sudeste da parte antiga da cidade, pouco mais de dois quilómetros a sudeste do Reguistão. Encontra-se completamente em ruínas.

## História
Apesar de ter sido inicialmente um príncipe de menor importância, cujo pai não foi monarca, Abuçaíde Mirza, filho de Mirã Xá (1366–1408) e neto de Tamerlão (r. 1370–1405), o fundador do Império Timúrida, conseguiu reunificar os territórios centrais do império fragmentado durante um curto período, durante o qual se assistiu a um pequeno renascimento cultural em Samarcanda, que se dissipou com a sua morte em 1469, quando tinha 45 anos.
Desconhece-se a origem do nome "Ishrat Khana", que significa "casa de prazer", mas pensa-se que pode ser uma referência ao seu belo interior decorado com azulejos, o qual não chegou aos nossos dias. Os primeiros arqueólogos que estudaram o monumento, como J. Smolik e Ernst Cohn-Wiener, consideraram-no uma palácio suburbano de Tamerlão, o que poderia explicar o nome, mas não há qualquer evidência arqueológica que indique o o uso como "casa de prazer". Outra hipótese proposta é que o nome se deve às ricas decorações interiores outrora existentes.
Segundo alguns autores, o monumento foi construído para sepultar mulheres da dinastia timúrida e é provável que tenha sido concebido para ser o sucessor do conjunto funerário Shakhi-Zinda, o qual ainda estava em uso na década de 1440. O Ishrat Khana foi mandado construir por Habibah Sultan Begum, a esposa mais velha de Abuçaíde Mirza para nele sepultar a sua filha que morreu muito jovem. O mausoléu passou depois a ser usado para sepultar as mulheres da família imperial timúrida. No final do século XVII havia no mausoléu vinte lápides funerárias.
O monumento está severamente arruinado, devido a durante séculos os residentes locais terem retirado tijolos e mármore para usarem nas casas vizinhas e no cemitério de Abid-Darun, situado a sul, onde placas de mármore com superfícies finamente decoradas foram reutilizadas como lápides funerárias. Na construção da Madraça Tillakori do Reguistão foi também usado mármore retirado de Ishrat Khana. A extração de elementos arquitetónicos parece ter-se estendido inclusivamente aos delicados ornamentos de mosaico de faiança da fachada frontal, cujos nichos vazios fazem lembrar a pele de quem sofreu de varicela.
Devido à waqf (instituição de caridade) não ter recursos financeiros para reparar os estragos causados por sucessivos sismos, o monumento foi-se degradando, mas a cúpula principal sobreviveu até ao início do século XX, como é atestado por uma fotografia de Nikolai V. Bogaevskii datada de 1871 ou 1872. A cúpula e o tambor desmoronaram-se em 1903 devido a um sismo, transformando-se num monte de entulho do qual foi extraída matéria-prima para novas construções. O mausoléu não foi incluído nas campanhas de restauração de monumentos levadas a cabo pelas autoridades soviéticas em Samarcanda entre 1930 e 1970, o mesmo acontecendo com outros programas de reabilitação posteriores. A maior parte dos circuitos turísticos ignoram o Ishrat Khana.

## Arquitetura
O estado deplorável do edifício torna difícil constatar que o desenho do interior da cúpula era muito avançado para a sua época. Segundo Christopher Tadgell, a muito complexa cúpula em disco ou em treliça era sustentada por uma série de retalhos triangulares e em forma de losango, que se agrupavam numa planta que faz lembrar um quadrado inscrito numa cruz grega. Esta solução possibilitava ter um amplo espaço interior sem recorrer a paredes de contraforte pesadas, pois a carga principal da cúpula era direcionada para os oito pilares de canto. Galina Pugachenkova descreve esta cúpula de treliça como sendo composta de parusa, um termo russo que significa "redes em forma de escudo". O Ishrat Khana não foi, certamente, o primeiro edifício onde o parusa foi usado. É provável que tenha sido derivado da câmara do túmulo de Sheykh Zayn al-Din em Taybad, construído em 1445, e da Madraça Gauar Xade em Herate, de 1417. Há ainda um exemplo mais antigo, constituído pelas câmaras laterais do Mausoléu de Khoja Ahmed Yasawi, em Turquestão, de 1398, um edifício cuja planta e elevações têm semelhanças com o Ishrat Khana; ambos os monumentos têm planta retangular ampla, um ivã de entrada alto, uma cúpula central e várias câmaras laterais.
No Ishrat Khana, os conhecimentos adquiridos na construção desses monumentos anteriores floresceram. As soluções inovadoras de abóbadas usadas no Ishrat Khana, maravilharam Pugachenkova, que escreveu «o uso inteligente das leis estereométricas permitiu aos arquitetos criar mais de dez tipos diferentes de cobertura num único edifício, todos desenvolvendo basicamente um só tipo estrutural». Este avanço tecnológico abriu caminho para abóbadas em forma de estrela e outras soluções inovadoras de abóbadas interiores que foram aplicadas a monumentos posteriores em toda a Ásia Central.

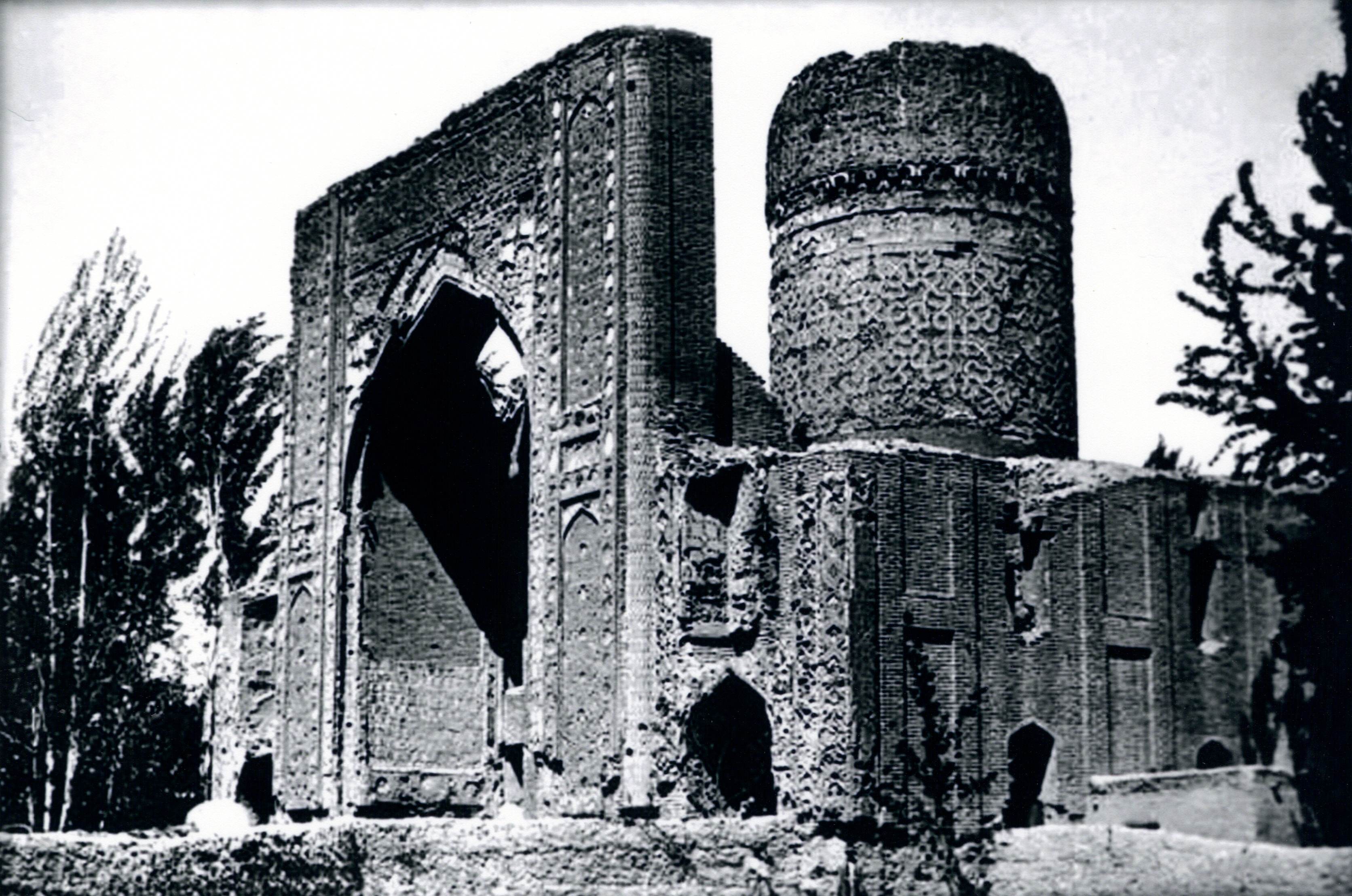
O mausoléu no final do século XIX, antes da derrocada da cúpula, ocorrida em 1903

O exterior do mausoléu é dominado pelo pishtaq saliente do portal e pelo tambor alongado da cúpula central. O portal, virado para sudoeste, tem 28 metros de largura e 25 metros de fundo. Em cada um dos lados do pishtaq há dois nichos em foram de arco ogival alongado, com pouca profundidade e dispostos um por cima do outro. A fachada traseira é composta por três painéis decorativos flanqueados por dois nichos similares. O portal dá acesso diretamente para a câmara funerária, a qual é em forma de cruz. A oeste dessa câmara há três divisões, que constituem a capela-mesquita. No lado oriental há quatro divisões, conhecidas como miyan saray ou miyan khane, que eram usadas para os ritos fúnebres. Esta planta tripartida é comum a outros monumentos timúridas posteriores, com arcos transversais sustentando a cúpula sobre uma câmara mortuária de mármore.
A câmara central é alta e é coroada por uma cúpula elíptica plana de 16 lados, suportada por uma série de arcos e redes de arco que se cruzam, uma solução que permitiu reduzir significativamente a altura interna da cúpula e ao mesmo tempo aumentar o vão. Um sistema de planos fraturados, na forma de losangos esticados, formava a transição espacial entre os arcos perpendiculares e os pilares de sustentação. No topo dessa elaborada concha interna, a cúpula externa, de ladrilhos esmaltados, assenta num tambor cilíndrico alto. Da mesma forma, as salas laterais da tumba exibem uma variedade de abóbadas decorativas. No interior dos pilares de canto da câmara central com cúpula há escadas escavadas em espiral que dão acesso às divisões acima da mesquita e do miyan saray. Outra escada leva do saray miyan para a cripta funerária abobadada.
No tímpano há mosaicos policromados com estrelas hexagonais entrelaçadas. As elevações, em grande parte construídas em tijolo, eram decoradas com desenhos geométricos executados em tijolos e faiança, bem como azulejos e painéis pintados. A fachada era emoldurado com faixas de azulejos, incrustações de cerâmica colorida e painéis de mosaicos.
No interior, no que resta do tambor há vestígios de estrelas hexagonais em relevo. O mausoléu é conhecido pela intrincada ornamentação do interior, de grande perfeição artística. As paredes interiores estão cobertas por mosaicos até à altura dos olhos humanos; acima são cobertas com kundal, um tipo de decoração policromada com motivos vegetais entalhados em alto relevo de argila vermelha, gesso e cola, com uma cobertura de folha de ouro e chumbo brancos. As janelas de vidro colorido do edifício eram uma raridade na região na época da construção.